# Jean-Christophe Simond
Jean-Christophe Simond (* 29. April 1960 in Les Contamines-Montjoie) ist ein ehemaliger französischer Eiskunstläufer, der im Einzellauf startete.
Der achtfache französische Meister wurde 1981 und 1982 Vize-Europameister, einmal hinter Igor Bobrin und einmal hinter Norbert Schramm. Seine beste Platzierung bei Weltmeisterschaften war Platz 5, den er von 1981 bis 1983 dreimal in Folge erreichte. Simond nahm dreimal an Olympischen Spielen teil, 1976 in Innsbruck wurde er 15., 1980 in Lake Placid Siebter und 1984 in Sarajevo Sechster. Während seiner Karriere war er besonders für seine Stärke bei den Pflichtfiguren bekannt. 
Simond trainierte Brian Joubert von 2006 bis 2009. 

## Ergebnisse
| Jahr                         | 1975 | 1976 | 1977 | 1978 | 1979 | 1980 | 1981 | 1982 | 1983 | 1984 |
| ---------------------------- | ---- | ---- | ---- | ---- | ---- | ---- | ---- | ---- | ---- | ---- |
| Olympische Winterspiele      |      | 15.  |      |      |      | 7.   |      |      |      | 6.   |
| Weltmeisterschaften          |      |      | 15.  |      | 7.   | 13.  | 5.   | 5.   | 5.   |      |
| Europameisterschaften        | 16.  | 13.  |      |      | 4.   | 6.   | 2.   | 2.   | 6.   |      |
| Französische Meisterschaften |      | 1.   | 1.   |      | 1.   | 1.   | 1.   | 1.   | 1.   | 1.   |

## Weblink
- Jean-Christophe Simond in der Datenbank von Olympedia.org (englisch)

| Personendaten    | Personendaten                       |
| ---------------- | ----------------------------------- |
| NAME             | Simond, Jean-Christophe             |
| KURZBESCHREIBUNG | französischer Eiskunstläufer        |
| GEBURTSDATUM     | 29. April 1960                      |
| GEBURTSORT       | Les Contamines-Montjoie, Frankreich |